# Anet Koskel
Anet Angelika Koskel (* 13. Juni 2003) ist eine estnische Tennisspielerin.

## Karriere
Koskel spielt bislang vorrangig auf der ITF Women’s World Tennis Tour, wo sie drei Titel im Doppel gewinnen konnte.
Für die estnische Fed-Cup-Mannschaft hat sie 2022 ein Doppel bestritten, das sie an der Seite von Katriin Saar verlor.

### College Tennis
Seit 2022 spielt sie für das Damentennisteam der Minnesota Golden Gophers der University of Minnesota.

## Turniersiege

### Doppel
| Nr. | Datum          | Turnier     | Kategorie | Belag     | Partnerin         | Finalgegnerinnen                    | Ergebnis         |
| --- | -------------- | ----------- | --------- | --------- | ----------------- | ----------------------------------- | ---------------- |
| 1.  | 6. August 2022 | Savitaipale | ITF W15   | Sand      | Katriin Saar      | Miriana Tona Ani Wangelowa          | 5:7, 6:3, [10:2] |
| 2.  | 12. Mai 2023   | Vierumäki   | ITF W15   | Hartplatz | Weronika Baszak   | Carlotta Moccia Giulia Sophy Stefan | 6:1, 6:0         |
| 3.  | 4. August 2024 | Savitaipale | ITF W15   | Sand      | Klaudija Bubelytė | Chiara Girelli Adrienn Nagy         | 1:6, 6:2, [10:6] |

## Persönliches
Sie ging auf das Audentes Sports Gymnasium und studiert an der University of Minnesota im Hauptfach Bewegungswissenschaft.